# Marco Saligari
Marco Saligari (Sesto San Giovanni, 18 maggio 1965) è un dirigente sportivo, ex ciclista su strada e pistard italiano.
Professionista dal 1987 al 1998, conta tre successi di tappa al Giro d'Italia e la vittoria del Tour de Suisse nel 1993.
Dal 2002 al 2013 è stato direttore sportivo alla Landbouwkrediet/Crelan. Era ed è ancora oggi soprannominato “Il Commissario”.

## Carriera
Saligari ha ottenuto quindici successi in carriera, tra i quali tre tappe al Giro d'Italia e il successo finale al Tour de Suisse 1993, pur avendo svolto negli anni principalmente il ruolo di gregario. Nel 1994 si mise in luce nel trittico delle Ardenne, giungendo terzo nell'Amstel Gold Race, unico suo piazzamento sul podio in una gara di Coppa del Mondo, e ottavo nella Liegi-Bastogne-Liegi.
Dopo il ritiro, dal 2002 al 2013 ha ricoperto il ruolo di direttore sportivo della Landbouwkrediet (nel 2013 nota come Crelan-Euphony), squadra professionistica belga.
Con la Tirreno-Adriatico 2017 inizia la sua carriera in Rai, a bordo della moto per gli interventi in cronaca diretta. Nel luglio 2019 diviene il nuovo opinionista per la televisione nazionale durante il Tour de France al fianco di Francesco Pancani.

## Palmarès
- 1985 (dilettanti)

Giro della Valsesia
Trofeo Città di Castelfidardo
Trofeo Amedeo Guizzi
Milano-Rapallo
- 1986 (dilettanti)

3ª tappa, 2ª semitappa Tour du Hainaut Occidental
Milano-Tortona
- 1989

3ª tappa Giro del Trentino (Arco)
- 1990

Giro di Toscana
- 1991

1ª tappa Giro di Calabria (Cosenza)
- 1992

3ª tappa Giro di Calabria (Gambarie)
Classifica generale Giro di Calabria
15ª tappa Giro d'Italia (Palazzolo sull'Oglio > Sondrio)
- 1993

Gran Premio Industria e Artigianato
17ª tappa Giro d'Italia (Varazze > Valle Varaita)
Classifica generale Tour de Suisse
- 1994

Gran Premio Industria e Commercio di Prato
6ª tappa Giro d'Italia (Potenza > Caserta)
5ª tappa Tour de Suisse (Lugano)
- 1995

6ª tappa Paris-Nice (Avignone > Marsiglia)
- 1997

1ª tappa Volta Ciclista a Catalunya (Playa de Aro > Manresa)
- 1998

Grand Prix d'Ouverture La Marseillaise

## Piazzamenti

### Grandi Giri
- Giro d'Italia

1987: 54º
1988: 93º
1990: 92º
1992: 98º
1993: 52º
1994: 64º
1995: 67º
1996: 44º
1998: 92º
- Tour de France

1996: 72º
1997: 95º

### Classiche monumento
- Milano-Sanremo

1987: 122º
1988: 102º
1989: 80º
1990: 101º
1993: 33º
1995: 120º
1996: 50º
1997: 152º
1998: 157º
- Giro delle Fiandre

1990: 58º
- Liegi-Bastogne-Liegi

1987: 56º
1994: 8º
1996: 31º
1997: 97º
- Giro di Lombardia

1989: 52º